# Beipan Jiang
Der Fluss Beipan Jiang (chinesisch 北盤江 / 北盘江, Pinyin Bĕipánjiāng) entspringt am westlichen Fuß des Maxiong Shan 马雄山 in Xuanwei in der südwestchinesischen Provinz Yunnan, fließt durch den Kreis Wangmo in der Provinz Guizhou und vereinigt sich mit dem Nanpan Jiang 南盘江 zum Hongshui He 红水河, dem linken Nebenfluss des Westflusses (Xi Jiang 西江).
Einer seiner Zuflüsse bildet der berühmte Huangguoshu-Wasserfall. Der Hauptstrom des Beipan Jiang hat eine Länge von 444 km, sein Einzugsgebiet beträgt 26.600 Quadratkilometer. Er fließt durch ein Kalksteingebiet mit vielen unterirdischen Aushöhlungen.
Seit 2008 bzw. 2010 wird er in der Guangzhao-Talsperre und der Dongqing-Talsperre aufgestaut.